# 明尼亞波利斯聯邦準備銀行

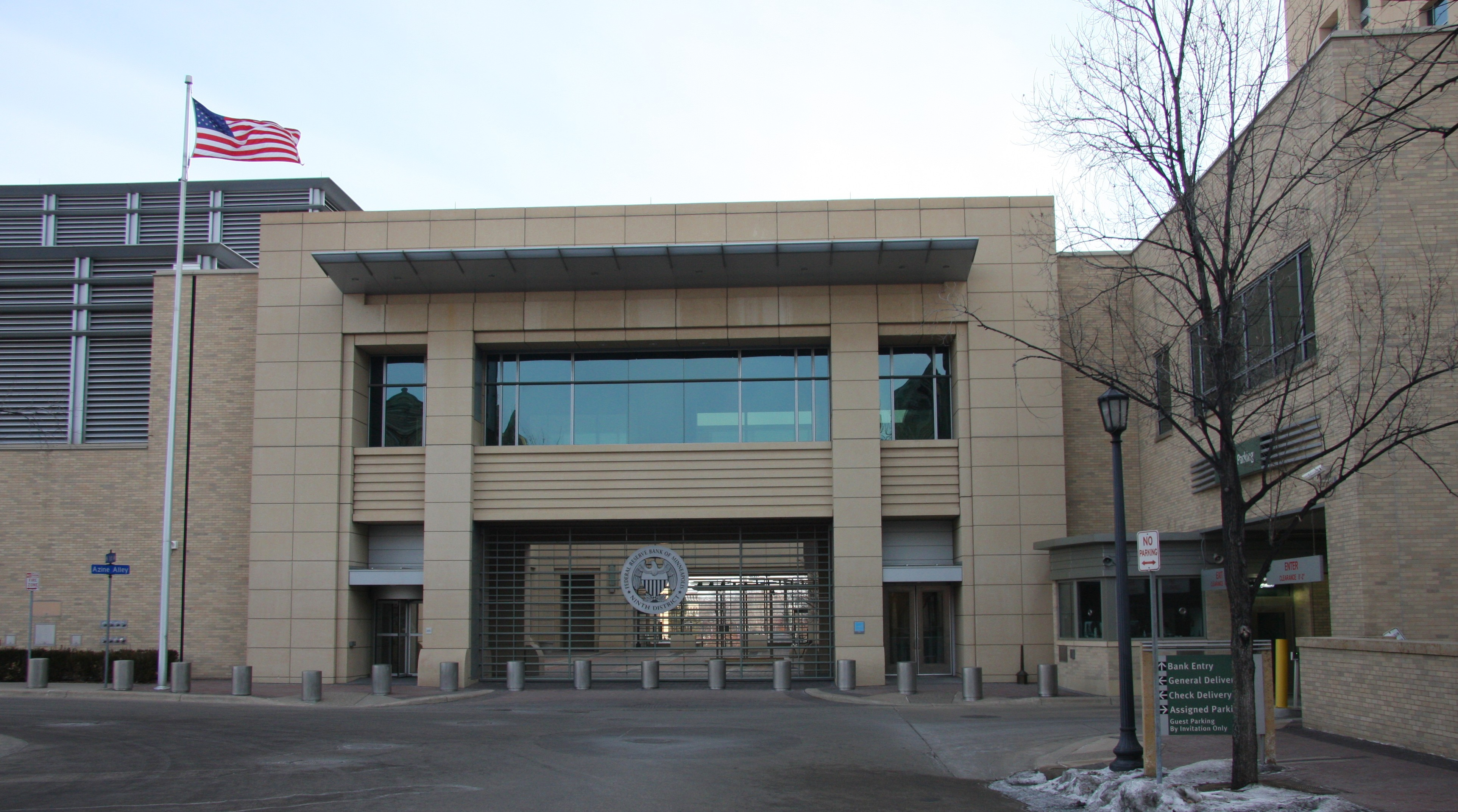
大門

明尼亞波利斯聯邦準備銀行（英語：Federal Reserve Bank of Minneapolis），簡稱明尼亞波利斯聯準銀行（Minneapolis Fed），為美國12個聯邦準備銀行之一，總部位於明尼蘇達州明尼亞波利斯市，管轄聯邦準備制度的第9聯邦準備區。

## 概要
明尼亞波利斯聯準銀行管轄的第9聯邦準備區包含明尼蘇達州、蒙大拿州、北達科他州、南達科他州全域，以及威斯康辛州的西北部、密西根上半島。該行在蒙大拿州的赫勒拿設有一個分行。雖然明尼亞波利斯聯準銀行負責的地理範圍在12家聯邦準備銀行中排名第三，但卻是服務人口數最少的。

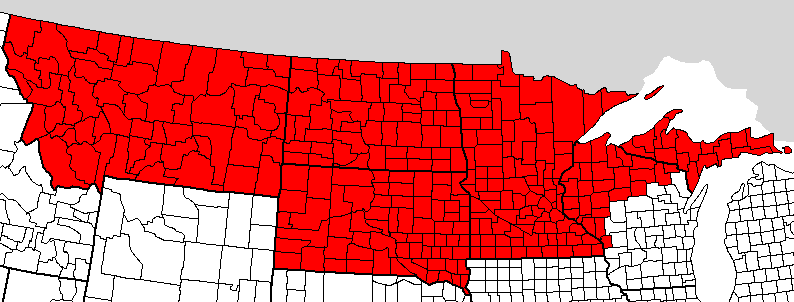
第9聯邦準備區地圖

明尼亞波利斯聯邦準備銀行與明尼蘇達大學的經濟學系有著緊密的聯繫，諾貝爾經濟學獎得主愛德華·普雷斯科特（Edward Prescott）曾長期與這兩個機構有合作關係。此外，明尼亞波利斯聯準銀行出版雜誌，內容涵蓋其中包括學術研究的翻譯、頂尖經濟學家的訪談以及其他經濟學分析。
明尼亞波利斯聯邦準備銀行擁有1000多名員工。  2016年1月1日，尼爾·卡什卡里接替纳拉亚纳·科切拉科塔（Narayana Kocherlakota）成為該行總裁。

## 銀行廳舍

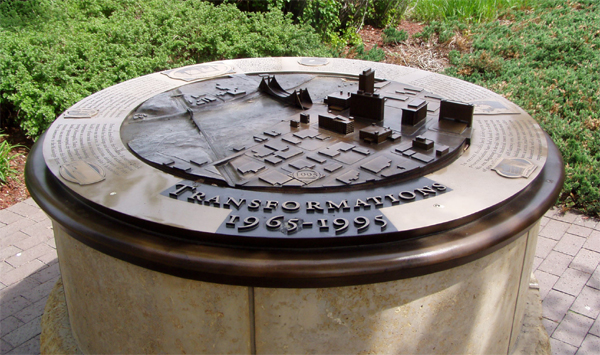
聯準會大樓內的雕塑描繪了明尼亞波利斯河濱地區之發展

明尼亞波利斯聯邦準備銀行的總部曾經設置於三棟不同的建築中，這三棟建築都位於相隔幾個街區的範圍內。截至2024年，這三棟建築仍持續使用中。

## 註腳
1. ↑  . Yahoo Finance. 2024-11-26  [2024-12-28] （中文（臺灣））.
2. ↑  . 淡江大小事.   [2024-12-28] （中文（臺灣））.
3. ↑  . Federal Reserve Bank of Minneapolis.   [2024-12-28] （英语）.
4. ↑  Federal Reserve Bank of Minneapolis. Doing Business with the Minneapolis Fed （页面存档备份，存于） (presentation pdf). December 10, 2013
5. ↑  Interview with Neel Kashkari （页面存档备份，存于）. Interview on Charlie Rose. 26 Feb 2016.
6. ↑  . 新浪財經. 2015-11-11  [2024-12-28]. （原始内容存档于2025-01-13） （中文（中国大陆））.

## 外部連結
- 官方網站 （页面存档备份，存于）